# Lill-Foskvattnet
Lill-Foskvattnet är en sjö i Krokoms kommun i Jämtland och ingår i Indalsälvens huvudavrinningsområde. Sjön har en area på 0,409 kvadratkilometer och ligger 387,2 meter över havet. Sjön avvattnas av vattendraget Foskvattsån.

## Delavrinningsområde
Lill-Foskvattnet ingår i det delavrinningsområde (708946-143526) som SMHI kallar för Utloppet av Lill-Foskvattnet. Medelhöjden är 488 meter över havet och ytan är 13,12 kvadratkilometer. Räknas de 21 avrinningsområdena uppströms in blir den ackumulerade arean 181,26 kvadratkilometer. Foskvattsån som avvattnar avrinningsområdet har biflödesordning 3, vilket innebär att vattnet flödar genom totalt 3 vattendrag innan det når havet efter 276 kilometer. Avrinningsområdet består mestadels av skog (79 procent). Avrinningsområdet har 0,4 kvadratkilometer vattenytor vilket ger det en sjöprocent på 3,1 procent.